# Erbrecht (Tschechische Republik)
Das tschechische Erbrecht ist der Teil der tschechischen nationalen Rechtsordnung, der sich mit dem Übergang des Vermögens einer Person (Erblasser) bei ihrem Tod auf eine oder mehrere andere Personen befasst. Das materielle tschechische Erbrecht ist dabei im Wesentlichen im tschechischen bürgerlichen Gesetzbuch von 2012 (Gesetz Nr. 89/2012 Slg.) geregelt, welches das bisherige Bürgerliche Gesetzbuch von 1964 (Gesetz Nr. 40/1964 Slg.) abgelöst hat. Im Rahmen dieser großen Zivilrechtsreform gab es große Veränderungen im tschechischen Erbrecht mit dem Ziel der Stärkung der Privatautonomie des Erblasser. So wurde etwa der Erbvertrag wieder in das tschechische BGB aufgenommen und der Pflichtteilsanspruch unter gewissen Voraussetzungen auf ein Viertel des gesetzlichen Erbteils reduziert. Heute ist das materielle tschechische Erbrecht in den §§ 1475 bis 1720 des neuen tschechischen Bürgerlichen Gesetzbuches von 2012 (Gesetz Nr. 89/2012 Slg.) geregelt.

## Verfügungen von Todes wegen
Das tschechische Recht kennt drei Arten von Verfügungen von Todes wegen: das Testament, den Erbvertrag und sonstige letztwillige Verfügungen (sogenannte Kodizille). Das Aufsetzen eines Testamentes muss nach tschechischem Recht nicht notwendigerweise eigenhändig oder in notarieller Form erfolgen, soweit an der Errichtung in der gesetzlich vorgesehenen Form Zeugen mitgewirkt haben. Im tschechischen Recht wurde das Vermächtnis wieder eingeführt. Das Vermächtnis begründet einen schuldrechtlichen Anspruch auf einen bestimmten Gegenstand gegen denjenigen Erben oder Vermächtnisnehmer, der mit einem Vermächtnis beschwert wurde.

## Gesetzliche Erbfolge
Besteht kein Testament oder wurde nicht vollständig über den Nachlass durch letztwillige Verfügung verfügt, tritt die gesetzliche Erbfolge ein. Dabei kennt das tschechische Recht unter gewissen Umständen auch ein gesetzliches Erbrecht von Personen, die vor Eintritt des Erbfalles für die Dauer von mindestens einem Jahr einen gemeinsamen Haushalt mit dem Erblasser geführt haben. So besteht unter Umständen auch ein Erbanspruch für den Lebenspartner, auch wenn keine Ehe geführt wurde.

## Nachlassverfahren
Für das Nachlassverfahren ist in Tschechien das Gericht zuständig. Das Verfahren selbst wird aber von einem Notar kommissarisch in Stellvertretung des Gerichts durchgeführt.